# Dugong indický
Dugong indický (Dugong dugon), často jen dugong, je plachý mořský savec z řádu sirény, jediný žijící zástupce čeledi dugongovití. Jeho nejbližším moderním příbuzným byl koroun bezzubý, který však vyhynul již v 18. století. Dugong se vyskytuje v mělkých pobřežních vodách indopacifické oblasti od východní Afriky přes jihovýchodní Asii a Austrálii po Vanuatu. Žije v krytých mořských zátočinách, do řek se na rozdíl od ostatních druhů sirén nepouští, pročež je považován za jediného býložravého čistě mořského savce. Dugong dosahuje délky kolem 3 m. Jeho tělo je válcovité, ocasní ploutev má dva laloky oddělené menším středovým výřezem, hřbetní ploutev chybí. Dominantu hlavy tvoří dolů zahnutý široký čumák uzpůsobený krmení na rostlinné potravě při dně. Ze všech sirén je nejlépe přizpůsoben pobytu ve vodě, což se projevuje mj. tvarem ocasní ploutve nebo dobře vyvinutou svalovinou podporující plavání.    
Základ jídelníčku dugonga tvoří různé druhy mořských trav, pro které se typicky potápí na dobu kolem 2 minut do hloubky několika metrů, umí se však potopit až na 12 minut do hloubky 30–40 metrů. Většinou se pohybuje v menších skupinkách, výjimečněji ve stádech o desítkách až stovkách jedinců. I přes široký areál výskytu počty dugongů nejsou nijak velké. Kolem 85 % dugongů navíc žije v Austrálii a početná je i populace z Perského zálivu, takže na zbytek areálu rozšíření připadají izolované zbytkové populace o několika jednotkách, desítkách či maximálně stovkách jedinců. V minulosti došlo k dramatickému úbytku dugongů, který byl způsoben hlavně nadměrným lovem, zánikem pastvin i interakcí s rybářskými sítěmi (především tenatovými), do kterých se dugongové snadno zamotají a utonou. V některých oblastech již dugong vyhynul (např. Maledivy, Lakadivy, Mauricius, Rodrigues, Čína nebo Tchaj-wan) a je pravděpodobné, že vyhyne i na dalších lokalitách. Domorodé komunity žijící podél pobřeží loví dugongy již po tisíce let a v Austrálii je tamějším domorodcům lov povolen dodnes.   

## Systematika

### Taxonomie
Druh formálně popsal německý zoolog Philipp Ludwig Statius Müller v roce 1766 jako Trichechus dugon. Trichechus byl rod, který vytyčil již Carl Linné v roce 1758 v 10. vydání Systema Naturae pro kapustňáky. V roce 1799 francouzský přírodovědec Bernard Germain de Lacépède druh přeřadil do nově ustanoveného rodu Dugong, jehož je dugong indický jediným zástupcem. Britský zoolog John Edward Gray pak rodu Dugong vyčlenil i samostatnou čeleď Dugongidae (dugongovití).
Výraz „dugong“ pochází z tagalského dugong, což znamená „dáma z moře“. K dalším českým názvům patří moroň indický.

### Vnější systematika

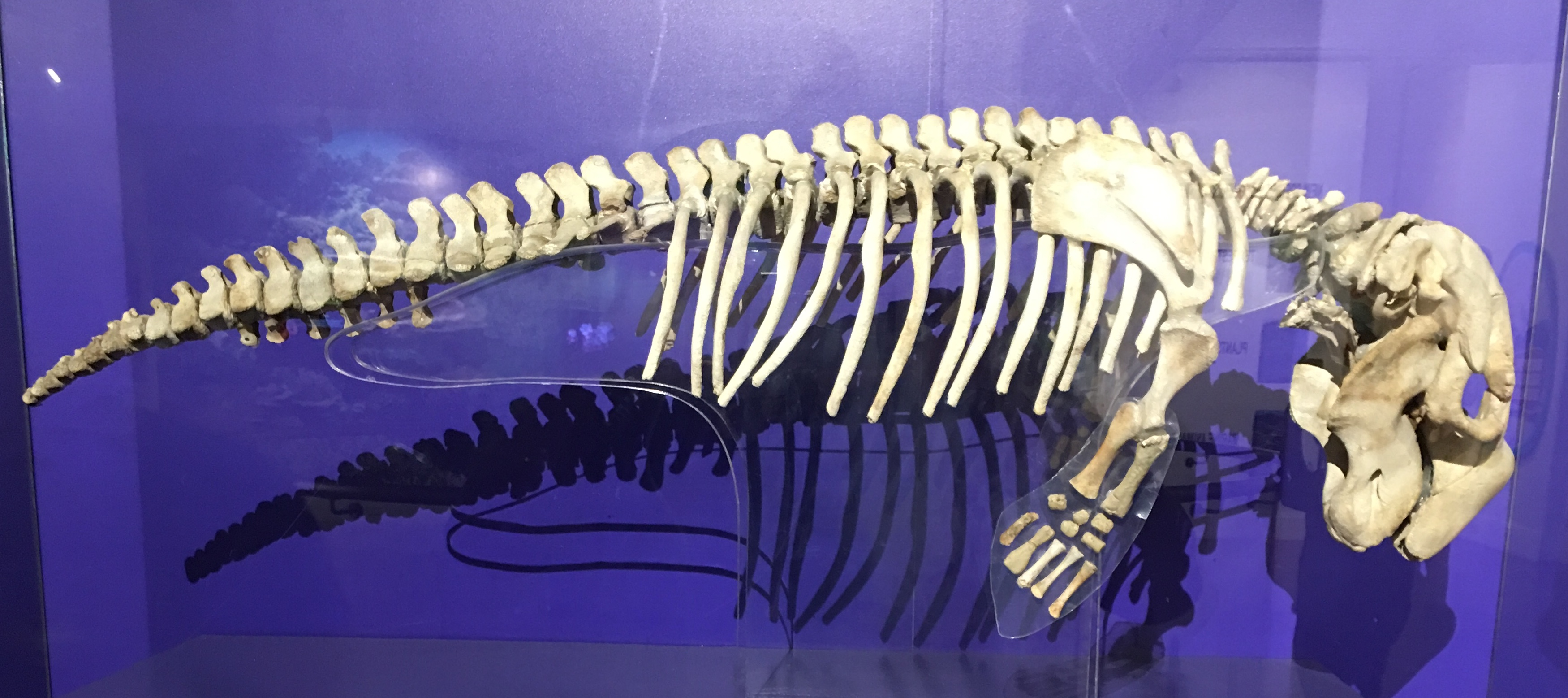
Kostra dugonga (Národní přírodovědné muzeum, Filipíny)

Dugong indický je jediným žijícím zástupcem čeledi dugongovití a jeden ze čtyř žijících druhů sirén. Další tři druhy jsou sdružovány v čeledi kapustňákovití. Fosilní záznam dugongovitých sahá až do eocénu a v minulosti se jednalo o velmi diverzifikovanou čeleď, v rámci které bylo popsáno již desítky fosilních rodů. Dugong indický spadá do podčeledi Dugonginae, jejíž stáří se odhaduje na nejméně 15 milionů let. Původně se jednalo o čtyřnohého savce, avšak již pozdně eocenní zástupci dugongovitých měli přední končetiny přeměněny v ploutve a zadní byly vytraceny, což dokládá plně akvatický život již v pozdním eocénu.
Nejbližším moderním příbuzným dugonga byl koroun bezzubý z Komandorských ostrovů, který však byl vyhuben v 18. století. Vezmeme-li v potaz i fosilní rody, podle studie z roku 2022 je sesterským taxonem (nejbližším příbuzným) rodu Dugong rod Nanosiren; fosilizované pozůstatky společného prapředka obou rodů byly nalezeny v oblasti Floridy a jejich stáří bylo odhadnuto na cirka 12,2 milionů let. Připustíme-li, že dugong indický se rozšířil do současného indo-pacifického areálu výskytu přes Tichý oceán a ne přes Atlantik, k jeho vydělení od rodu Nonosiren by mělo dojít někdy mezi 12,2 miliony (stáří společného prapředka) a nejpozději před 2,8 miliony lety (vytvoření Panamské šíje). Sami autoři studie nicméně přiznávají, že „původ současného indo-pacifického rozšíření dugonga je jedna z největších záhad evoluční historie sirén“ a rozklíčovat dugongovu evoluční historii je velmi problematické.

### Vnitřní systematika

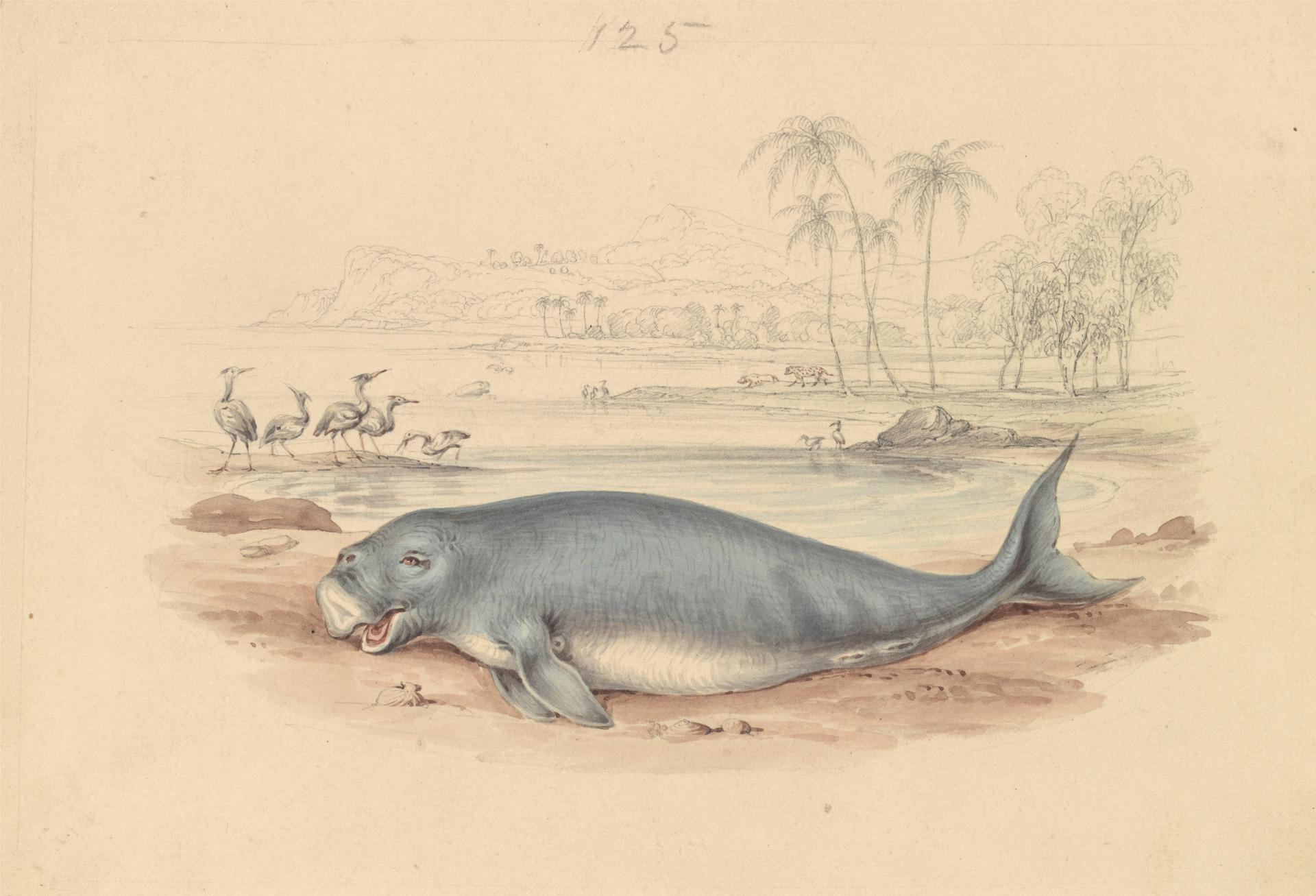
James Stewart: Ilustrace dugonga z roku 1837

V rámci dugonga indického lze rozeznat celou řadu místních subpopulací s různou měrou genetické odlišnosti. Australská populace je geneticky značně odlišná od té globální; v rámci australských dugongů lze rozlišit dvě mateřské linie, které byly od sebe patrně odděleny před 115 000–7 000 lety, tedy v době pevninského mostu přes Torresův průliv. Tání ledovců a následné stoupání hladiny moří tento most zatopily a obě populace se tak mezi sebou začaly opětovně mísit. Nízké, avšak geneticky významné rozdíly vykazuje i populace z Queenslandu. Populace z Andamanského moře je hluboce geneticky odlišná a podle odhadů žije v izolaci od zbytku populace dugongů již 1,2 milionu let. Geneticky jedinečné populace se vyskytují i na Šrí Lance, Madagaskaru nebo v západní části Atlantiku (tj. populace zahrnující dugogny z východní Afriky, Rudého moře a Perského zálivu). Hlavně madagaskarská populace je natolik odlišná, že možná představuje i odlišnou vývojovou linii.

## Popis

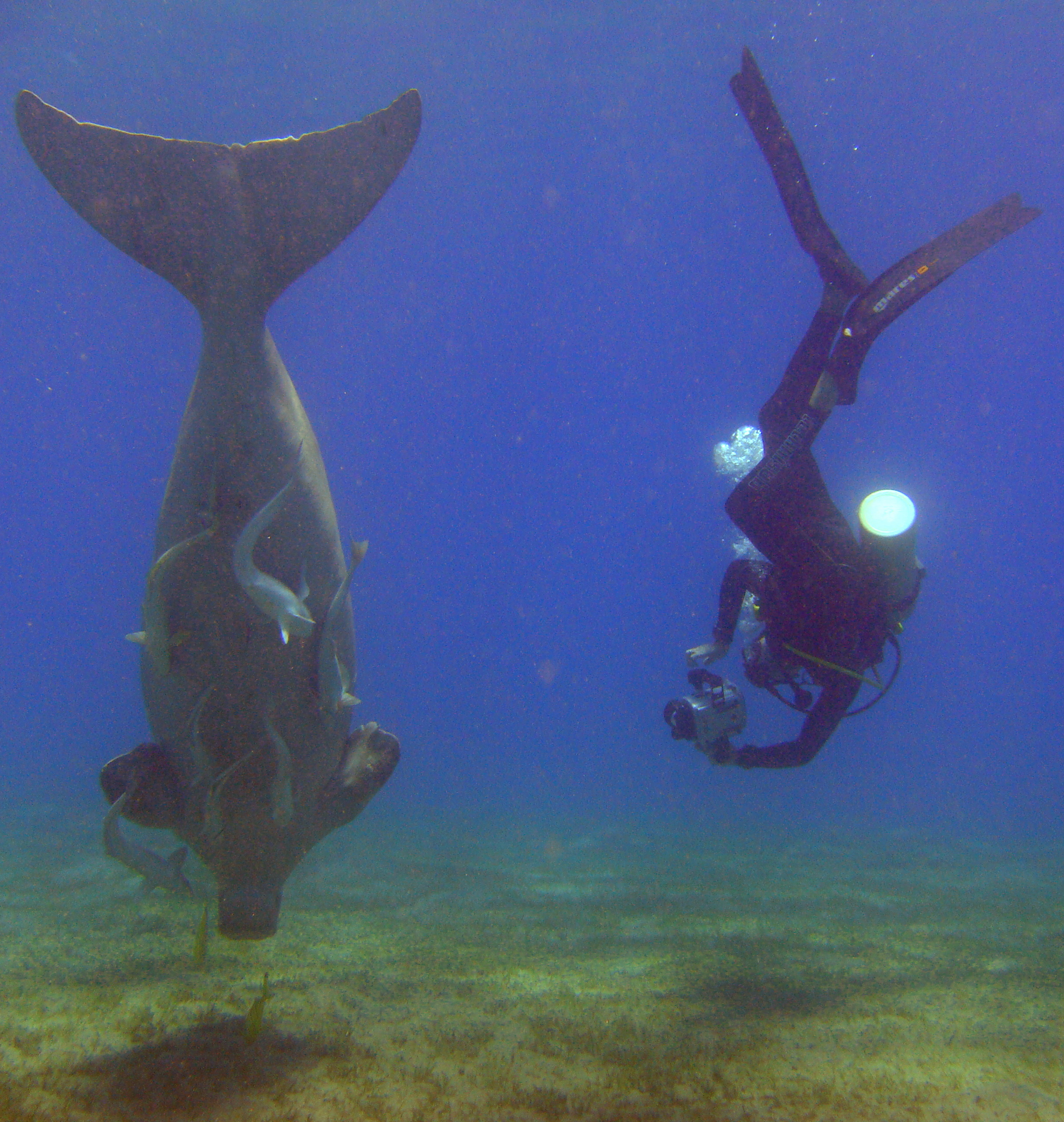
Dugong s potápěčem; na fotografii lze dobře vidět dvoulaločná ploutev vypouklá dovnitř s menším výřezem uprostřed

Dugong je mohutný mořský savec, jehož vzhled byl přirovnán ke zvířeti na pomezí mrože a delfína. Zatímco hlava připomíná mrože bez klů, zbytek těla s ploutvemi se podobá delfínu bez hřbetní ploutve, kterou dugong postrádá. Ze všech sirén je nejvíce přizpůsoben k životu ve vodním prostření, čemuž odpovídá hlavně protáhlé tělo spolu s tělní svalovinou uzpůsobenou k plavání a také mohutná ocasní ploutev se dvěma laloky s menším výřezem uprostřed. Tvar ploutve je přitom zásadní rozdíl mezi dugongovitými a kapustňákovitými, jelikož ocasní ploutev u kapustňáků utváří jeden velký vějířovitý útvar s koncem zakulaceným ven.

Délka těla dospělých dugongů se pohybuje kolem 3–3,3 m, váha v rozmezí 420–570 kg. V literatuře se občas objevuje zmínka o tom, že největší jedinec měl 4,06 m a vážil 1016 kg, nicméně vzhledem k tomu, že se jedná o velikost a váhu podstatně větší než maximální měření z jiných studií, považuje se tento údaj za chybný. Novorozeně měří kolem 1,1–1,25 m a váží 27–35 kg. Dugongovo tělo je vřetenovité a šedě zbarvené, avšak nezřídka se jeví spíše jako hnědé. Spodina bývá mírně světlejší než hřbetní část těla. Kůže je jinak hladká a spoře osrstěná krátkými jemnými chloupky. Pod kůži je ukryta asi 25 mm silná vrstva podkožního tuku. Starší jedinci mohou mít na hřbetu velkou skvrnu bez pigmentu. Mláďata jsou o něco světlejší než dospělci. Pádlovité krátké ploutve jsou bez nehtů, což je další morfologicky odlišný znak oproti kapustňákům, kteří mají nehty. Délka prsních ploutví se pohybuje mezi 33–42 cm. 

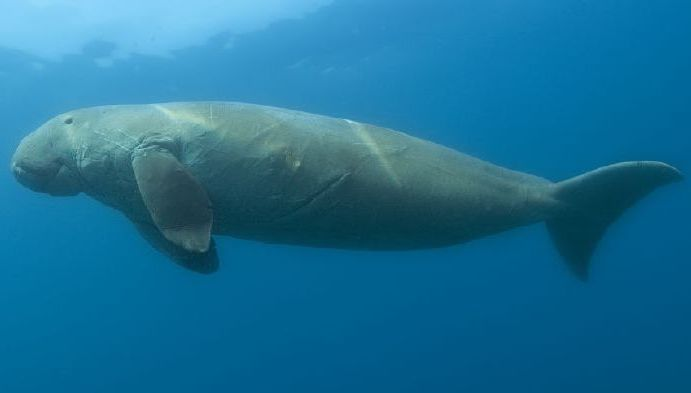
Dugong

Nozdry se nachází na vrcholu hlavy. Jsou kryty záklopkami, které lze v případě potřeby uzavřít. Takové umístění nozder umožňuje nadechnutí, aniž by dugong musel nad hladinu vynořit celou hlavu. Oči jsou malé, tmavé. Dugongové nemají oční víčka, avšak oči chrání membrána a oči jsou promazávány olejem z mazových žláz. Vnější ušní boltce chybí, přítomny jsou jen malé ušní otvory po stranách hlavy. Zatímco zrak dugonga není dobře vyvinut, sluch je velmi dobrý. Samice má „pod paží“ na každé straně jednu bradavku. Samcovy pohlavní orgány jsou umístěny mezi řitním otvorem a pupkem, přičemž varlata jsou umístěna uvnitř těla. Plíce jsou velmi prodloužené a sahají až k ledvinám. Ledviny jsou rovněž prodloužené a pomáhají dugongům s filtrací mořské vody.

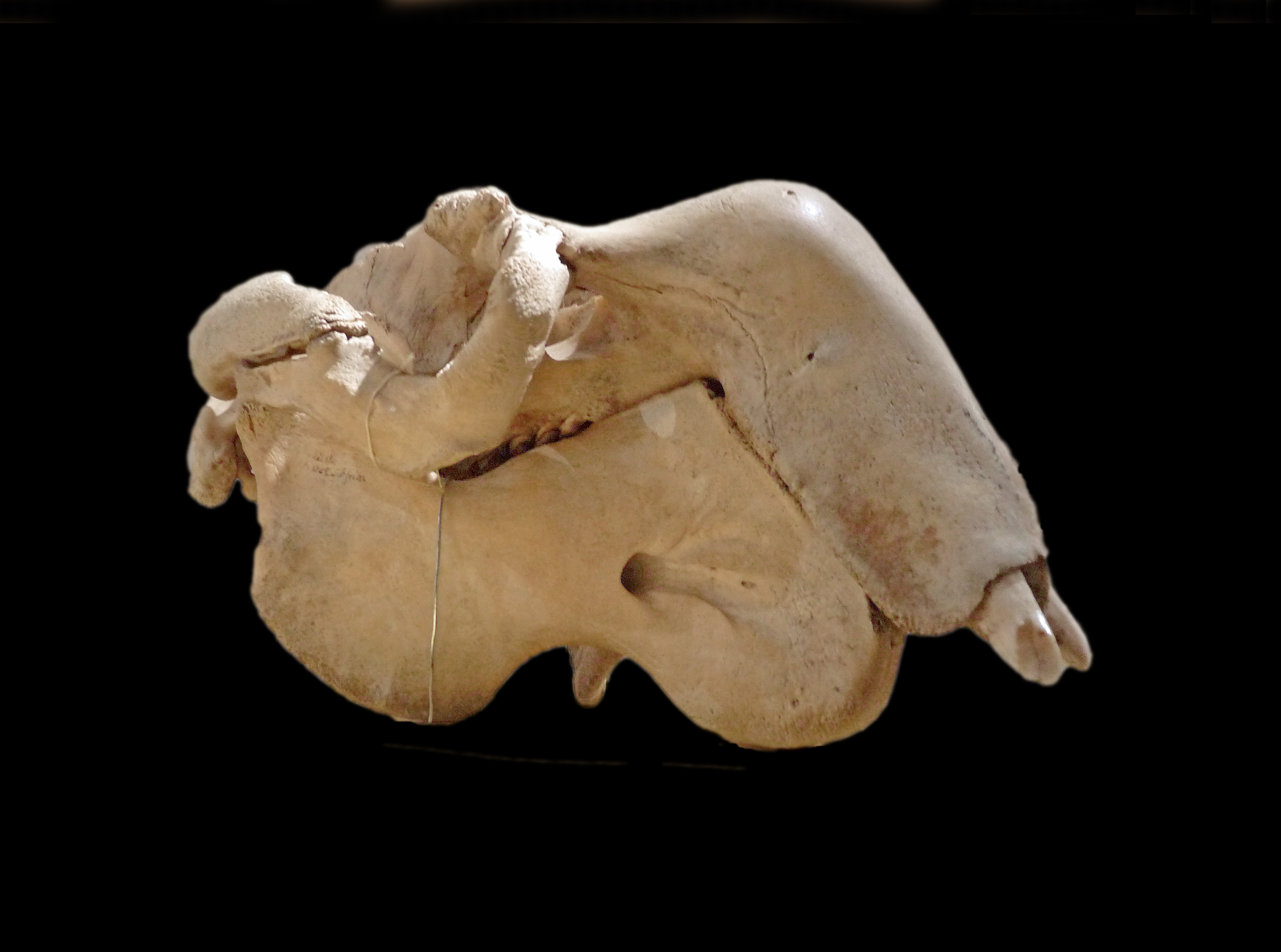
Lebka dugonga (Zoologické muzeum, Štrasburk)

Dominantu poměrně malé hlavy utváří dolů zahnutý široký čumák uzpůsobený krmení na rostlinné potravě při dně. Horní pysk přesahuje spodní. Dolů směřující ústa jsou malá. Tlamu lze rozdělit na střední, uprostřed rozpůlenou podkovovitou část a postranní laloky oddělené hlubokými zářezy. Nosní kosti zcela chybí. Mezičelist je výrazně zvětšená a protáhlá směrem dolů. U samců je mezičelist mnohem tlustší než u samic, což je spojováno s odlišným způsobem růstu klů u samců (viz dále). Kosti jsou extrémně husté, což pomáhá dugongům se vztlakem při krmení u dna ve slaném prostředí. Dugong má 57–60 obratlů, z nichž je 7 krčních, 17–19 hrudních, 4 bederní, 1 křížový a 28–29 ocasních.
Zubní vzorec je I 2/3, C 0/1, P 3/3, M 3/3, tedy 36 zubů. Dolní řezáky a špičáky a vnitřní pár horních řezáků jsou zakrnělé. Vnější pár horních řezáků u samců a některých samic je prořezán z dásní a tyto zuby jsou označovány jako kly i přesto, že nevyčnívají ze zavřené tlamy. Růst vnějšího páru řezáků je přitom stejný u obou pohlaví až do puberty, kdy řezáky v dásni dosáhnou délky kolem 100 mm. Poté se u samců prořežou a nadále rostou do maximální délky 20 mm nad dásně. U samic růst klů pokračuje také, avšak nikoliv ven, ale dovnitř směrem k mezičelisti. Předpokládá se, že jakmile samičí řezáky narazí na mezičelist a nemají kam dále růst, začnou se prořezávat z dásně ven. Pokud jsou tedy kly u samice přítomny, jedná se hlavně o starší samice.

## Výskyt

### Areál rozšíření a stanoviště
Dugongové jsou široce rozšířeným druhem napříč subtropickými a tropickými vodami indo-pacifické oblasti. Jejich areál výskytu pokrývá území asi 40 států. Zahrnuje kolem 128 000 km pobřeží od východní Afriky po Vanuatu. Na každé straně rovníku zasahuje areál výskytu k 26.–27. rovnoběžce. Je nicméně možné, že v minulosti byly hranice výskytu ještě o několik stupňů dále od rovníku. Ostatně zatoulaní jedinci byli zaznamenáni poblíž Sydney (34 ° j. š.), Perthu (32 ° j. š.) i Durbanu (30 ° j. š.). Historický areál rozšíření byl napojený na výskyt mořských trav z čeledí rdestovitých (Potamogetonaceae) a voďankovitých (Hydrocharitaceae), hlavní potravy dugongů.

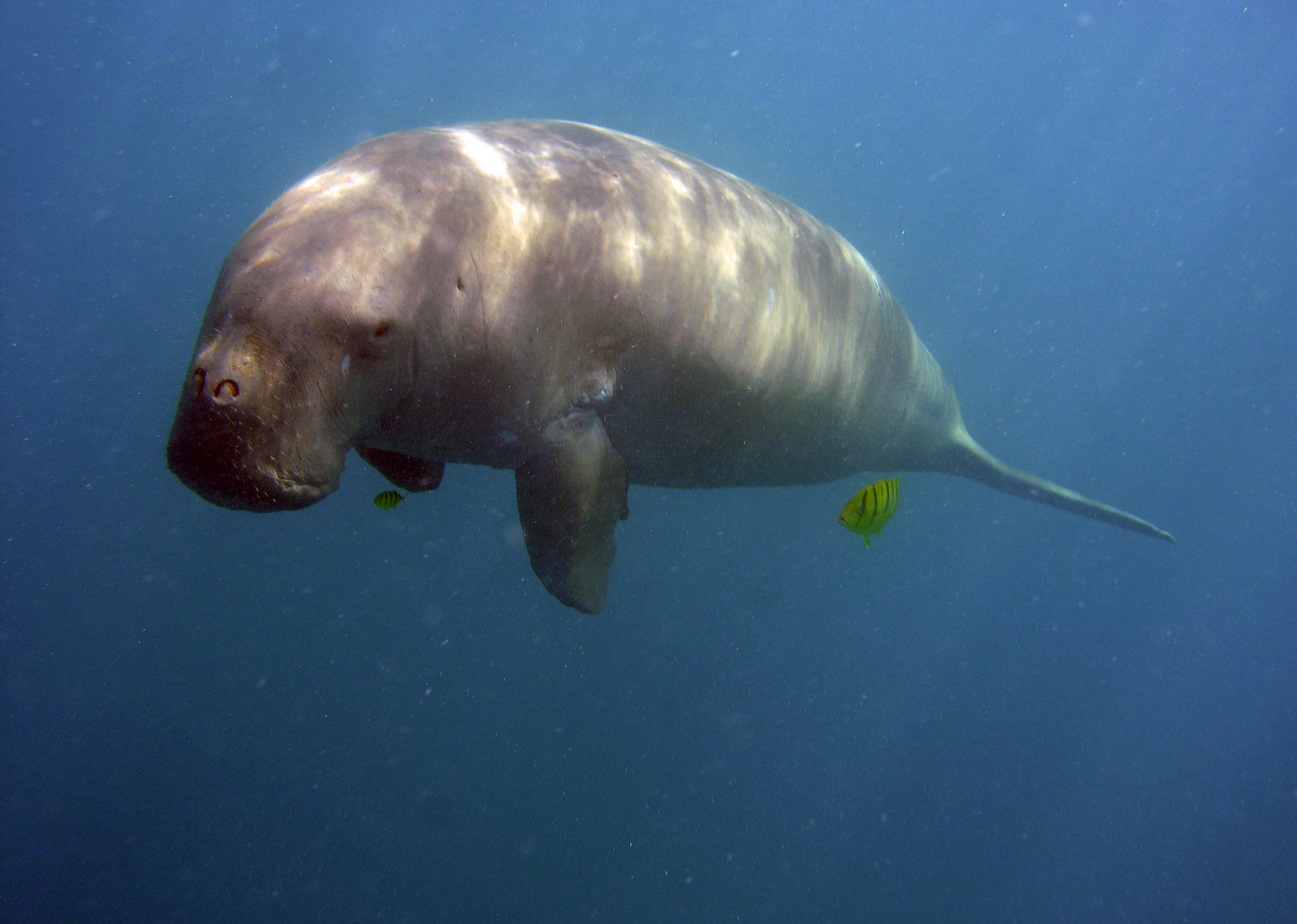
Dugong ve vodách Andamany a Nikobary (Indie)

I přes široký areál výskytu drtivá většina dnešních populací dugongů představuje jen reliktní, izolované populace oddělené rozsáhlými oblastmi, kde dugongové vyhynuli nebo stojí na pokraji vyhynutí. Výjimku tvoří jen severní Austrálie a Perský záliv, kde se dugongové stále vyskytují v hojných počtech. Není přitom jasné, jaké bylo původní množství dugongů. I dnes je výskyt dugongů z velké části areálu rozšíření znám jen na základě nechtěných úlovků či náhodných svědectví místních rybářů. K oblastem, ve kterých dugongové již zcela vyhynuli, patří Maledivy, Lakadivy, Mauricius, Rodrigues nebo Tchaj-wan. Celkový počet dugongů se v 80. letech 20. století orientačně odhadoval na 100 000. Toto číslo se sice zdá vysoké, nicméně kolem 85 % připadalo na Austrálii a kromě populace z Perského zálivu se všechny ostatní populace počítají v jednotkách, desítkách či maximálně nižších stovkách.

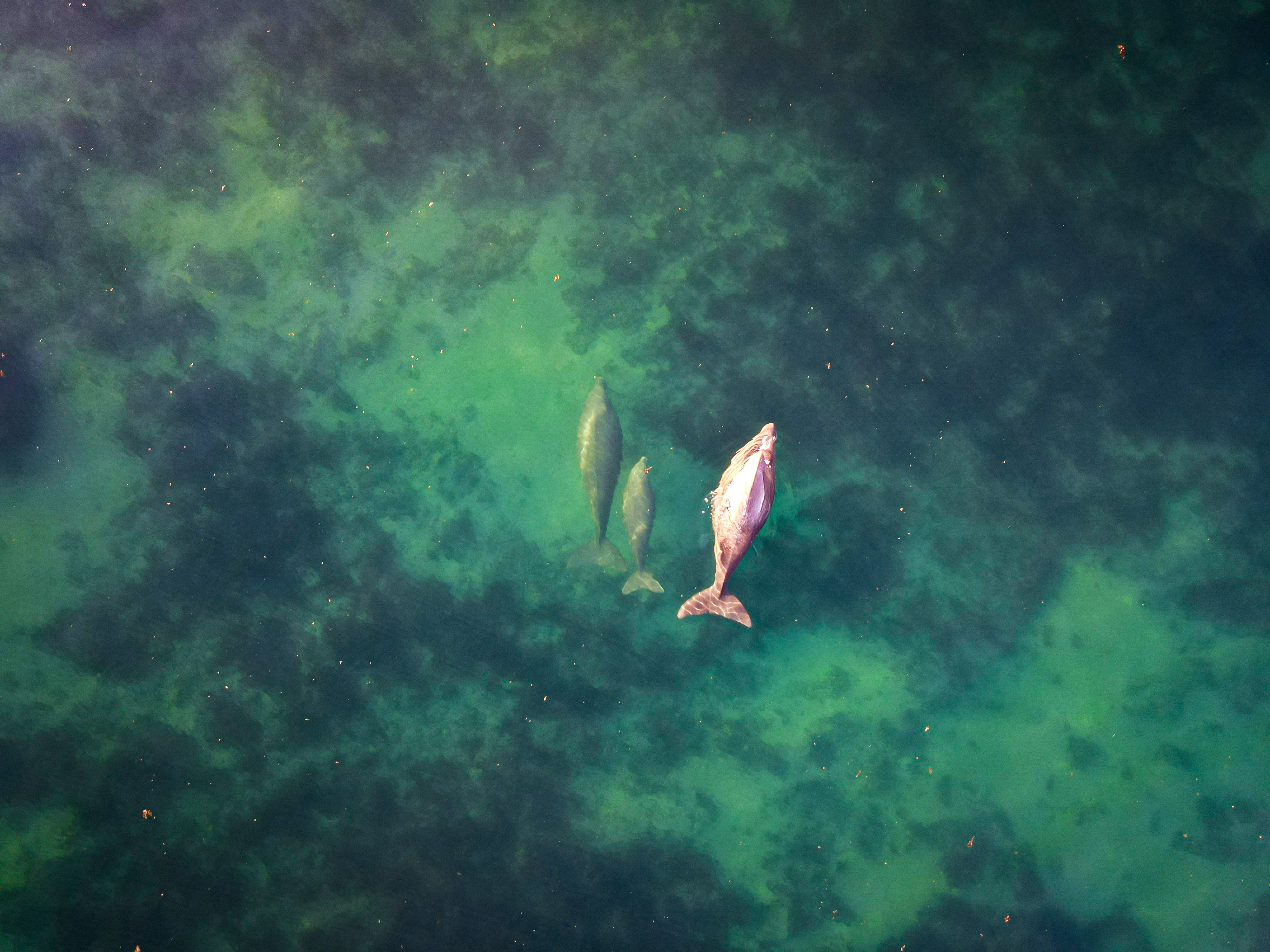
Skupinka dugongů na typickém stanovišti mělké mořské vody s úrodným dnem (pobřeží Ningaloo)

Stanoviště dugongů tvoří mělké mořské vody chráněné před povětrnostními vlivy. Typicky se vyskytují v zálivech nebo závětrných stranách ostrovů v blízkosti pevniny. Primárně obývají pobřežní vody, avšak v případě mělkých vod se mohou objevovat i dále od pobřeží do maximálních hloubek kolem 40 metrů. V době rozbouřeného moře se stahují zpět do chráněných mělkých zálivů. Vyskytují se ve vodách o teplotách mezi 18–33 °C.

### Austrálie
V severní Austrálii se nachází největší populace dugongů. Dugongové jsou zde rozšířeni od Žraločí zátoky v Západní Austrálii přes severní Austrálii až k Moreton Bay v jihovýchodním Queenslandu, kde žije kolem tisícovky dugongů. Ve Žraločí zátoce je přítomno snad kolem 10 000 dugongů. Další významné populace se nachází v Carpentarském zálivu, kde žije kolem 20 000 dugongů, a v Torresově průlivu, kde je jich přítomno kolem 25 000. Významnou pastvinou dugongů je Velký bariérový útes, což byl i jeden z důvodu pro jeho zařazení na seznam světového dědictví v roce 1981. Dugongové občas navštěvují i poměrně vzdálenou lokalitu u Gold Coast, kde od konce 10. let 21. století snad existuje sice malá, avšak stálá skupina dugongů.

### Jihovýchodní a východní Asie

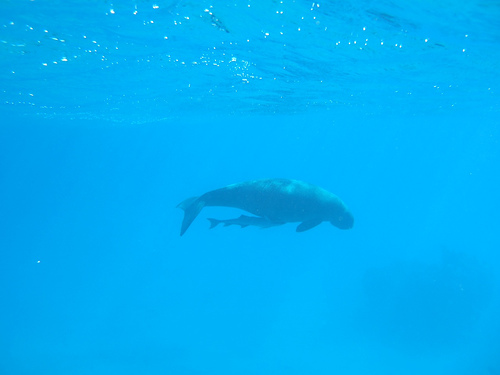
Dugong se štítovcem (Vanuatu)

V jihovýchodní Asii má dugong široké, avšak extrémně kapsovité rozšíření ve velmi malých, izolovaných populacích. Ve Vietnamu je dugong rozšířen už pouze v jediné lokalitě, a sice na jihu země kolem ostrova Côn Đảo v rámci stejnojmenného národního parku. K osvětě vietnamské veřejnosti ohledně potřeby ochrany vietnamských dugongů byl v roce 2014 na ostrově Phu Quoc pořádán první ročník Festivalu dugongů. O kambodžské populaci se toho moc neví. Původně byli dugongové hojně rozšíření v okolí ostrova Koh Kong, kde jsou však dnes již vyhynulí.

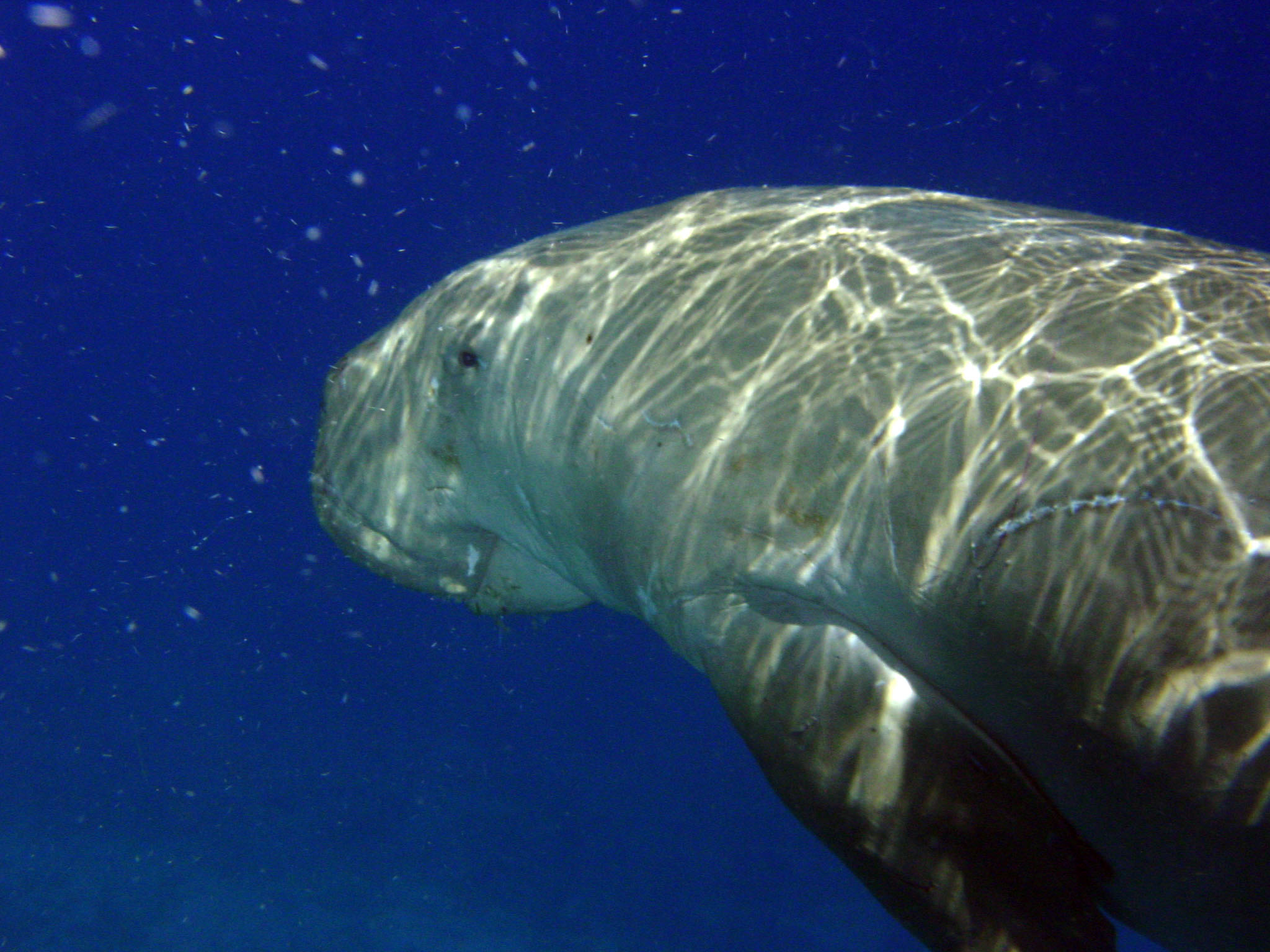
Plavající dugong (Andamany)

V Thajsku se nachází kolem 200 dugongů, z nichž 180 žije kolem ostrova Ko Libong (Andamanské moře). Velké populace dugongů se přitom v Thajsku nacházely jak při východním pobřeží (Thajský záliv), tak na západě země (Andamanské moře). V Thajském zálivu však došlo k destrukci pastvin dugongů následkem znečištěni z odpadních vod krevetích farem, v Andamanském moři vhodné pastviny zanikly kvůli zanášení hlíny z místních cínových dolů. Vedle nechtěných odlovů jsou v Thajském zálivu někdy dugongové cíleně loveni a jejich části prodávány. Studie z roku 2008 uváděla cenu 2 americké dolary za kilogram masa dugonga a 100–150 dolarů za kly na místním trhu. Pro čínský trh s tradiční medicínou však bylo možné získat až 650 dolarů za pár klů, 4 dolary za kilogram kůže a 0,20–0,65 dolaru za kilogram kostí. Na Filipínách byli dugongové původně rozšířeni kolem každého velké ostrova, avšak jejich novodobé rozšíření se omezuje na menší populace, mj. kolem ostrovů Luzon, Mindanao a Palawan. Zbytkové, izolované populace se nachází na četných lokalitách v Indonésii, kde je přítomno snad kolem tisíce dugongů, a zhruba tisícovka dugongů se nachází i u východní Malajsie. Izolované populace jsou přítomny i na Palau, Nové Kaledonii, Šalamounových ostrovech nebo Vanuatu, které představuje vůbec nejvýchodnější lokalitu výskytu dugongů.

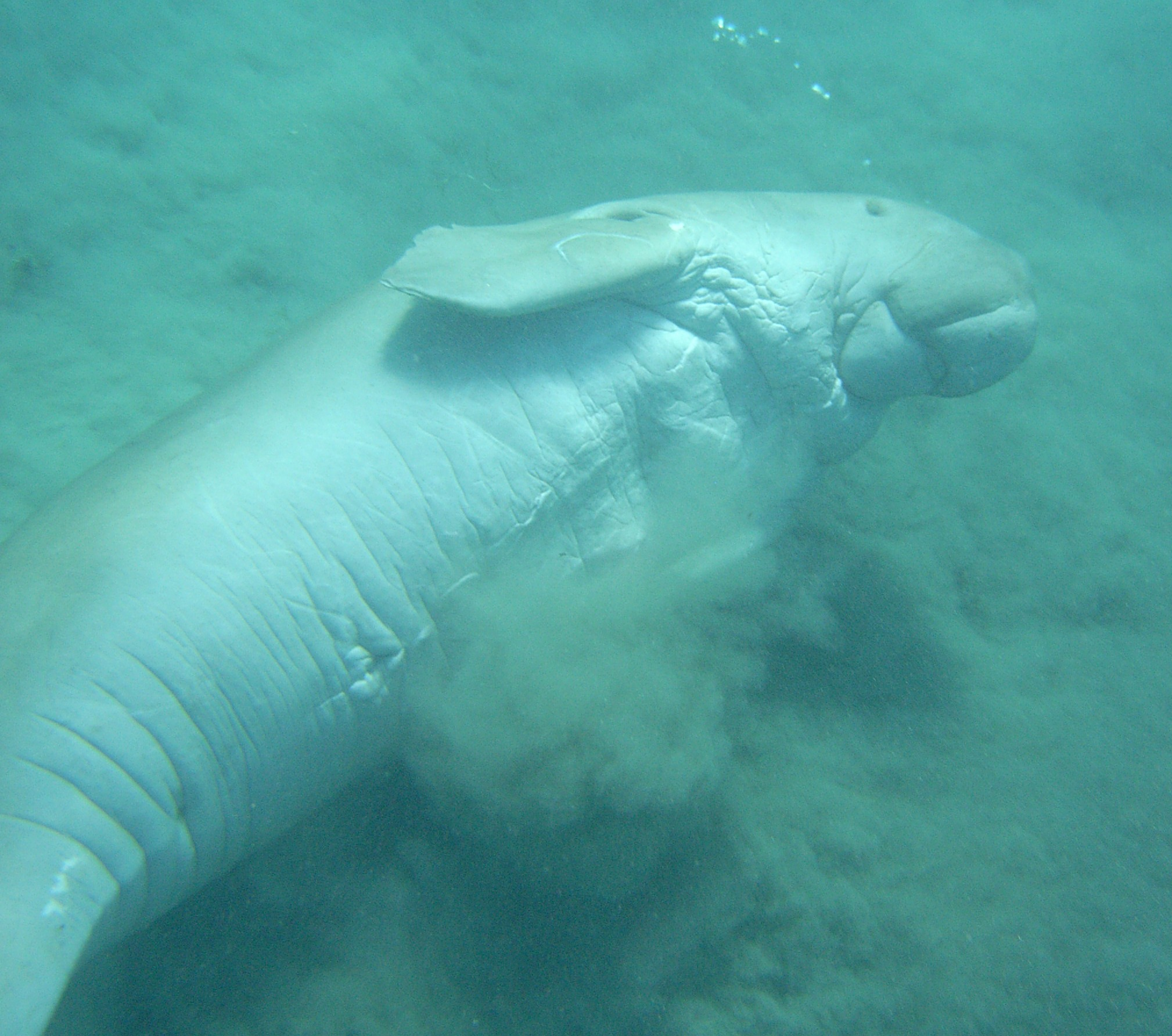
Dugong u mořského dna

V Číně byli dugongové původně široce rozšířeni, avšak někdy v 70. letech 20. století začalo docházet k rapidnímu poklesu místní populace. Po roce 2000 již nedošlo k ověřeným vědeckým pozorováním. V roce 2022 byl druh v čínských vodách prohlášen za funkčně vyhynulého. V oblasti Rjúkjú byli dugongové v minulosti hojní. Na ostrově Okinawa byla v archeologických nalezištích místních sídel nalezena řada dugongových kostí, což svědčí o lovu těchto mořských savců již před 15. stoletím. Jedna z posledních populací se nacházela právě u ostrova Okinawa, kde však v roce 2006 byli známi už jen 3 jedinci a od roku 2019 je tamější populace patrně vyhynulá.

### Perský záliv
V Perském zálivu se dugongové stále vyskytují v hojných počtech. Studie z roku 2017 nicméně seznala, že od roku 1950 se tamější populace zmenšila asi o čtvrtinu. I tak se jedná po Austrálii o druhou největší populaci dugongů. Její početnost je odhadována na 5800–7300 jedinců. K hlavním příčinám poklesu početnosti tamějších dugongů patří degradace pastvin následkem ropných skvrn, bagrování mělčin i interakce s rybáři a jejich náčiním. Nejdůležitější pastviny dugongů v oblasti se nachází u ostrova Marawah, mezi Katarem a Spojenými arabskými emiráty, a mezi Katarem a Bahrajnem.

### Východní Afrika a jižní Asie

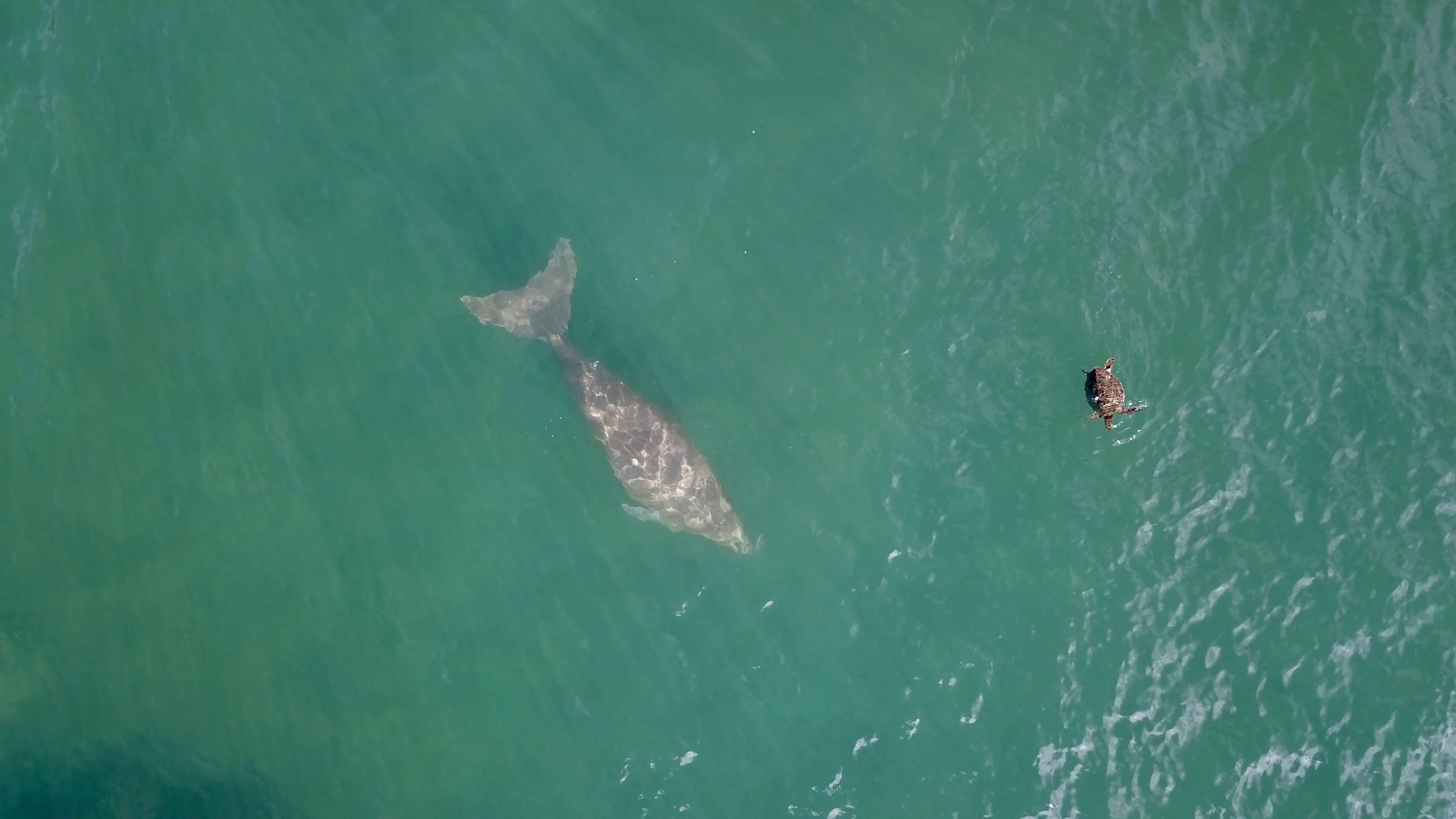
Dugong s mořskou želvou (Nová Kaledonie)

Historické údaje o početnosti dugongů podél východoafrického pobřeží jsou chabé. Přesto lze vysledovat, že východoafričtí dugongové zažívají rapidní pokles početnosti od 60. let 20. století, populace z Mayotte a Madagaskaru pak od 80. let 20. století. Ještě z 60. let 20. století přitom existují zprávy ze Somálska a Keni o stádech čítajících kolem 500 dugongů. Keňská populace však zažila populační kolaps a v roce 1995 byla její početnost odhadnuta jen na 50 jedinců a podle studie z roku 2021 se v Keni nachází již jen posledních 20 dugongů, což ji posouvá na pokraj vyhynutí. Podobně je na tom i drtivá většina dalších afrických populací. Hlavní příčinou vyhynutí dugongů ve východní Africe je patrně používání nevhodných rybářských metod, především levných a z hlediska chytání ryb efektivních tenatových sítí, do kterých se však dugongové snadno zamotají a utonou. Významnou měrou ke kritickému ohrožení východoafrické populace přispělo i znečištění afrických moří spolu s výstavbou v pobřežních oblastech. V západní oblasti Indického oceánu se jediná větší soběstačná populace nachází u mosambického souostroví Bazaruto. Podle studie z roku 2012 se tam nacházelo cirka 300 dugongů a podobnou velikost potvrdilo i sčítání publikované v roce 2022, i když populační trend nemohl být z dostupných dat upřesněn. V Mayotte se nachází sice malá populace, avšak podle údajů z let 2002–2011 tam stále docházelo k páření.
V indický vodách se v roce 2020 nacházelo snad posledních 250 dugongů. Populace indických dugongů je soustředěna v Palkově, Mannárském a Kačském zálivu. V oblasti Šrí Lanky byli dugongové původně široce rozšířeni v Palkově průlivu a Mannárském zálivu. Šrílanská populace zažila ve 20. století drastický propad následkem lovu na maso, které je místními považováno za pochoutku, i zamotáním do rybářských sítí nebo destruktivním rybařením s pomocí dynamitu. V letech 1958–1959 bylo jen v okrese Mannár uloveno místními rybáři 265 dugongů. Reliktní populace je soustředěna do Mannárského zálivu jižně od Adamova mostu.

## Biologie a ekologie

### Chování

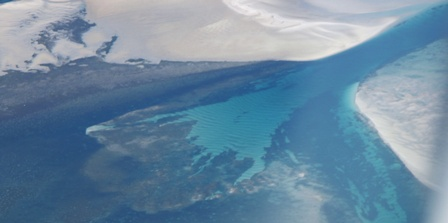
Ptačí pohled na typické pastviště dugongů (Moretonův záliv, Queensland)

Většina biologických a behaviorálních dat o dugonzích je odvozena ze studia uhynulých jedinců. Pozorování v terénu je ztíženo plachou povahou těchto zvířat i nemožností rozlišit samici od samce. Většinu dne dugong tráví pasením. V severní Austrálii trávili dugongové 47 % denní aktivity v hloubkách do 1,5 m a 72 % dne v hloubkách do 3 metrů. Průměrný ponor trval 2,7 minut a maximální délka ponoru byla 12 minut. Maximální zaznamenaná hloubka ponoru byla 20,5 m, dugong se však může ponořit až do hloubek mezi 30–40 metry. Dugongové jsou dlouho žijící savci, mohou se dožít až 73 let. Věk dugongů je možné určit z přírůstkových vrstev klů, podobných letokruhům stromu.
Pod vodou se dugong pohybuje hlavně s pomocí mohutné ocasní ploutve. Nedospělí jedinci si k plavání pomáhají i prsními ploutvemi, avšak dospělcům slouží prsní ploutve jen k udržování směru pohybu či pomalým přísunům při dně. Dugong se pohybuje rychlostí kolem 10 km/h, v případě ohrožení může dosáhnout až ke 20 km/h. Vedle člověka patří k predátorům dugongů velké druhy žraloků, krokodýli a kosatky. Podle studie z Austrálie dugongové v oblastech s výskytem velkých žraloků tygřích snižovali predační riziko přemisťováním do jiných částí pastvin s menší žraločí aktivitou, i když to znamenalo pojídání méně kvalitní pastvy.

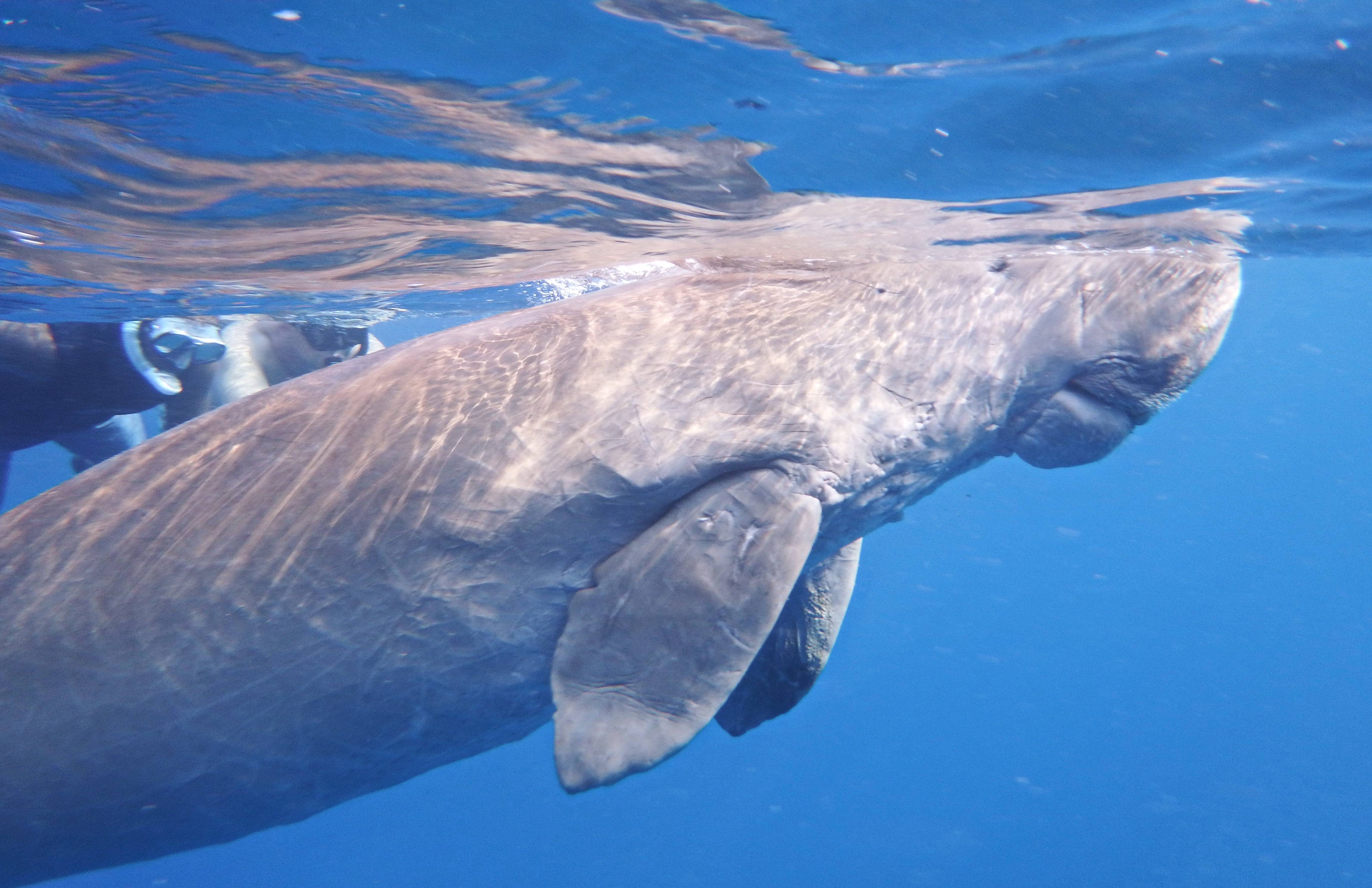
Dugon u hladiny

Dugong se většinou pohybuje v menších skupinách, výjimečněji ve stádech o desítkách až stovkách jedinců. O struktuře nebo účelu těchto skupin toho není moc známo; větší skupiny jsou patrně značně flexibilní a dlouhodobé sociální vztahy jsou navazovány pouze mezi samicí a jejím potomkem. Dugongové většinou nepodnikají pravidelné migrace, avšak místně se mohou přesouvat mezi pastvinami na poměrně velké vzdálenosti v závislosti na teplotě vody nebo dostupnosti pastvin. V místech s velmi mělkou vodou, kde pastviny nejsou dugongům přístupny v době odlivu (tzn. v době odlivu jsou zaplaveny menším množstvím vody než 1 m), může být denní pohyb dugongů určován slapovými jevy. V oblastech vysokých zeměpisných šířek mohou dugongové podnikat sezónní přesuny mezi teplejšími a studenějšími vodami. Např. dugongové ze Žraločí zátoky se v zimě přesouvají asi 100 km do západní části zátoky, kde je voda teplejší. Vzhledem k přítomnosti dugongů na Kokosových ostrovech nebo Seychellech, které se nachází daleko od nejbližší pevniny, se má za to, že dugongové jsou schopni dalekosáhlé disperze. Na atolu Aldabra byl zahlédnut dugong, který tam musel odněkud doplavat. Nejbližší lokace populace dugongů – Madagaskar – je přitom vzdálena kolem 425 km. Je znám i jedinec z Austrálie, který urazil 600 km za 5 dní. Na rozdíl od jiných druhů sirén dugong pravidelně nezaplouvá do řek, avšak může se vyskytovat v semi-brakických vodách.

### Potrava

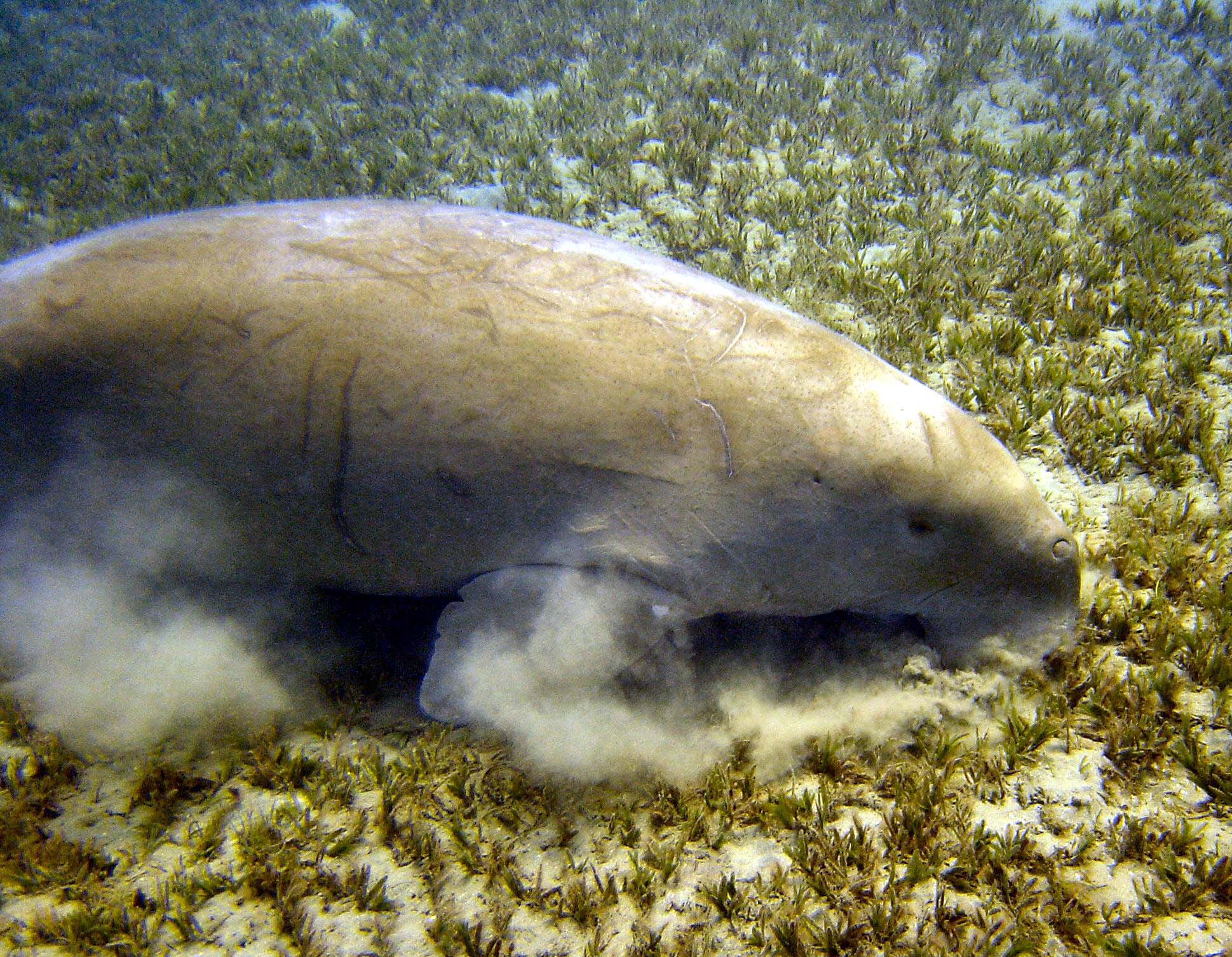
Dugong při vytváření holé trasy během krmení při dně

Dugong i ostatní sirény jsou často označováni za „mořské krávy“, jelikož jejich jídelníček je sestaven převážně z mořských trav. Dugong je nicméně jediný býložravý – vyloženě – mořský savec, tzn. jediný býložravý savec žijící pouze v moři, jelikož ostatní tři zástupci sirén do určité míry pobývají i ve sladkých vodách. Při krmení na nízkých trávách dugong při pomalém plavání tyto trávy vytrhává ze dna i z kořeny, čímž vznikají charakteristické holé trasy na dně moře, tzn. v rámci pastviny jsou jasně patrné holé pásy bez mořských trav. Tyto holé trasy po krmení často pomáhají zjistit přítomnost dugongů v oblasti. Vzhledem k mělkým hloubkám, ve kterých se dugongové krmí, lze tyto trasy vidět i z lodi nebo může dojít k jejich odhalení při odlivu. V případě krmení na delších trávách je dugongové jen okusují.

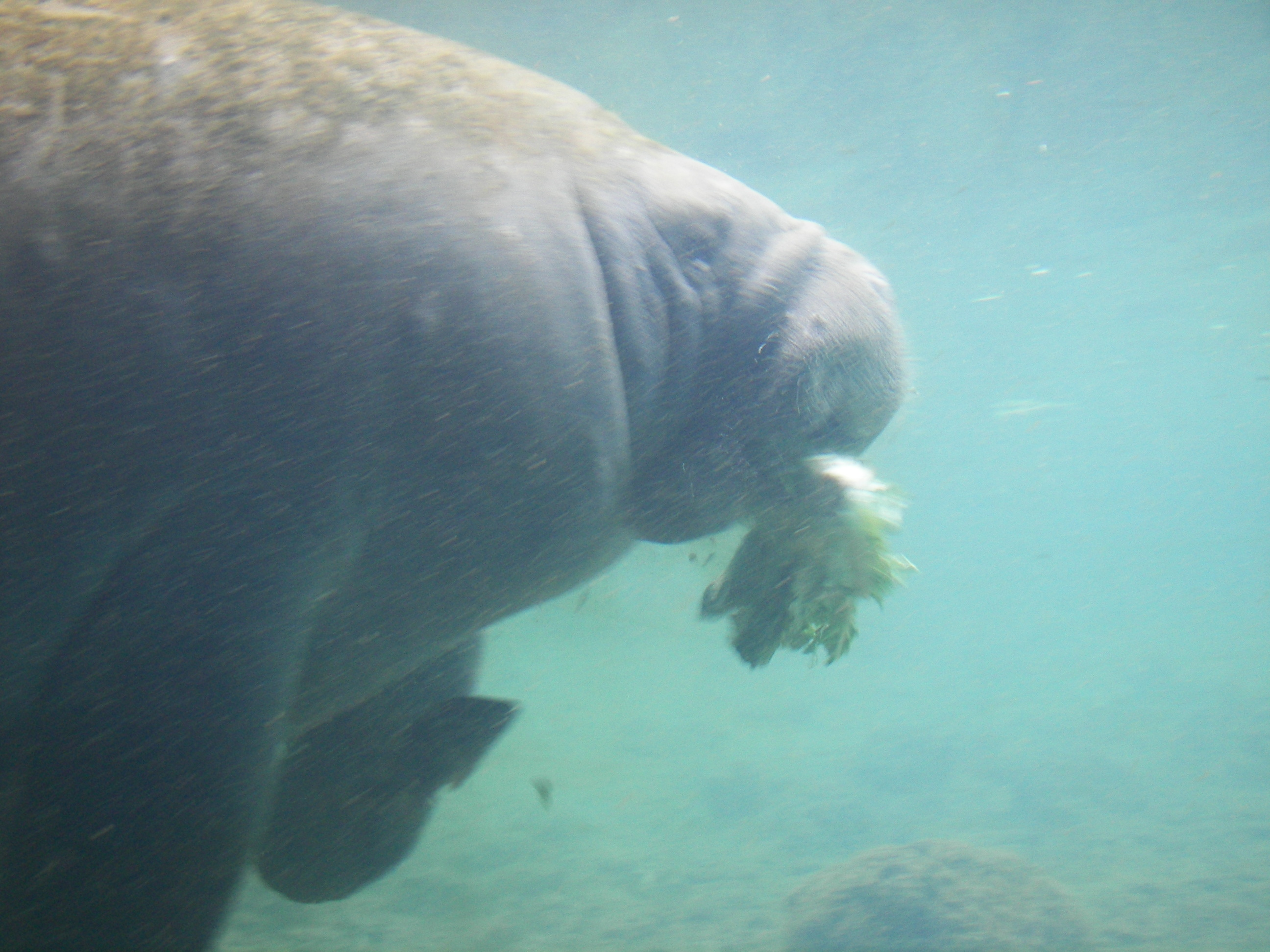
Dugong s kusem potravy v tlamě

V některých oblastech tvoří velkou část jídelníčku dugongů i mořské řasy a bezobratlí, jako jsou mnohoštětinatci, sumky aj. Konkrétní rod pojídaných trav závisí na lokaci. Lze zmínit rody Halophila (mj. druhy Halophila ovali, Halophila spinulosa), Halodule, Syringodium, Thalassia, Enhalus nebo Cymodocea. U břehů Nové Guineje byl v jídelníčku dugongů zaznamenán i kolíkovník mořský (Avicennia marina). Mořské trávy vyhledávané dugongy mívají nízký obsah vlákniny a vysoký obsah dusíku a škrobu, a snadno se žvýkají. Vzhledem k velké spotřebě mořských trav může být dopad dugongů na místní travní společenstva poměrně velký – dugongové ovlivňují rostlinnou biomasu, mikrobiální procesy i druhové složení mořských trav a bezobratlých. Dugongové jsou relativně přizpůsobiví a v případě zániku travních společenstev, např. v důsledku vysokých teplot nebo extrémního počasí, mohou svůj jídelníček přizpůsobit aktuální nabídce. Pokud není k dispozici žádná potrava, mohou dugongové odložit dobu rozmnožování, přesunout se do jiných, úrodnějších oblastí, v krajním případě mohou i zemřít hladem. V některých oblastech je odumírání pastvin občasným, avšak pravidelným jevem, který se v důsledku globálního oteplování bude opakovat stále častěji. Potravu dugongové vyhledávají s pomocí citlivých hmatových vousků na horním pysku.

### Rozmnožování

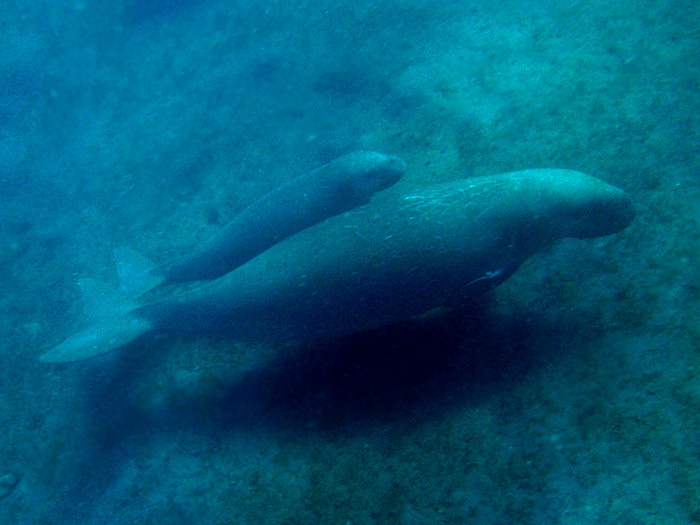
Samice s mládětem

O rozmnožování dugongů jsou k dispozici jen kusovité informace. V severní Austrálii byly pozorovány pářící skupinky, kdy několik dugongů bylo natěsnáno tělo na tělo a samci mezi sebou krutě bojovali o to, kdo se nakonec spáří se samicí. Z těchto bojů patrně pochází jizvy, kterými bývají těla dugongů pokryta. Naproti tomu v západní Austrálii byli pozorováni samci při bránění teritorií, ze kterých se předváděli samicím. Tento způsob rozmnožování je známý jako lekový systém. Pohlavní dospělost nastává někdy mezi 6–17 lety. Z výzkumu hladiny testosteronu samců vyplynulo, že se do puberty dostávají při dosažení délky těla 240–260 cm a právě v této době se samcům objevují kly. Reálnou šanci na spáření však mají až později po dosažení délky nad 260 cm, kdy jsou jejich kly již dobře vyvinuty. Doba březosti se hrubě odhaduje na 14 měsíců. Samice vrhá jen jedno mládě, které kojí po dobu kolem 18 měsíců. Při kojení je mládě v horizontální poloze těsně vedle samice s čumákem přitisknutým k podpažní oblasti, kde se nachází samičiny bradavky. Samice zabřezne snad jen jednou za 3–7 let, takže obnova populace u dugongů nastává extrémně pomalu. Podle simulací je populace dugongů schopna růst maximálně pouze kolem 5 % za rok, což dělá z dugonga velmi zranitelný druh.

## Vztah k lidem

### Odraz v kultuře

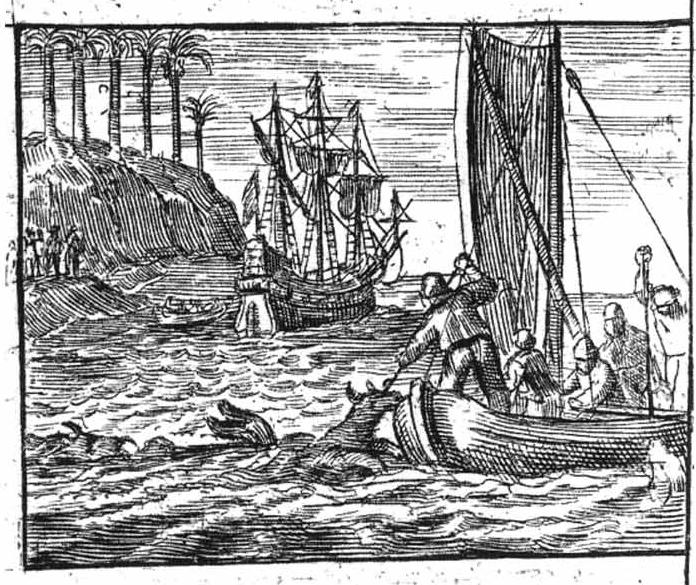
Umělecké ztvárnění lovu mořské krávy (dugonga) na rytině z roku 1602

Dugong byl napříč svým areálem rozšíření loven lidmi po tisíce let a ve světonázorech domorodých kultur od východní Afriky po pacifické ostrovy se těší výsadnímu postavení. Vzhledem k pomalému pohybu v pobřežních mělkých vodách se jednalo o snadno dostupný zdroj masa, tuku, kůže a kostí. V Perském zálivu byly nalezeny kosterní pozůstatky dugonga v neolitickém sídlišti na ostrově Marawah (asi 100 km západně od Abú Zabí), což svědčí o lovu dugongů místními obyvateli již před 7500 lety. Na stejné lokalitě byla nalezena asi 5500 let stará rituální struktura v podobě plošiny z dugongových kostí, na které byly lebky a žebra dugongů rituálně rozmístěny. Tato plošina z kostí byla nápadně podobná strukturám z 14.–20. století australských domorodců z Toressova průlivu, kteří kosti dugongů umisťovali na místa určená k ceremoniálním účelům a typicky vyhrazená jen mužům. Lovci dugongů z Bahrajnu v minulost lovili i stovky dugongů ročně. Z jednoho dospělce vážícího kolem 200–300 kg se dalo získat kolem 24–56 litrů tuku, který se používal na svícení, vaření, v tradiční medicíně i jako vodě odolný tmel při stavbě lodí. Maso se jedlo hned nebo bylo nařezáno na pásky a vysušené sloužilo jako obchodní artikl. Konzumovala se i kostní dřeň. Z kůže se vyráběly sandály a z klů nožní násady šejků a emírů.

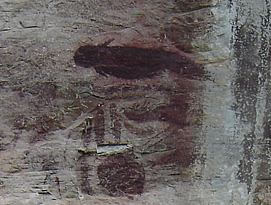
Jeskynní malba dugonga, její stáří se odhaduje na 2 000 až 12 000 let (jeskyně Tambun, Perak, Malajsie)

Řada domorodých kultur z ostrovů kolem Nové Guineji považuje dugonga za své totemové zvíře, na kterém oceňují velikost a sílu. Části těl dugongů se tam používaly v řadě rituálních ceremonií, z kostí se dělaly lžičky a škrabky, kůže sloužila k výrobě bubínků a dekoračních předmětů. V provincii Morobe se ze zubů a kostí dugongů vyráběly háčky a v oblasti Milnova zálivu se zase zuby dugonga používaly na výrobu louskáčků ořechů arekové palmy. V některých částech jihovýchodní Asie (Malajsie, Thajsko, Vietnam, Kambodža aj.) se mezi místními traduje, že dugongovy slzy mají afrodisiakální účinky. Ve východní Malajsii a Bruneji se zase používaly vnitřnosti dugongů k odstrašení divokých prasat. Tradiční lov dugongů se v této oblasti odehrával v noci s pomocí harpun a oštěpů přivázaných lanem k lodi. V keňském Lamu je dugong již po stovky let znám jako „královna moří“. Prášek z nadrcených kostí je v některých přímořských oblastech Keni používán k léčení různých nemocí. Prášek se spaluje v oleji z dugonga a jeho kouř inhaluje. Z kostí se dělají různé šperky jako prstýnky a kousky dugongova klu místní děti nosí jako talismany pro zahánění zlých duchů. Tuk z dugonga se v Keni používal i v medicíně a kosmetice.
Na Šrí Lance dugong nezaujímá v kultuře místních žádnou roli. U Ongeů z Andamanů a Nikobarů se traduje zvyk barvení dugongových kostí na hnědo, a zatímco pletence horních končetin jsou vyhozeny do lesa, čelisti a hrudní kost si lidé ponechávají doma, aby jim přinesli štěstí při lovu dugongů. Dugong je pravděpodobně zvířetem, kterým se inspirovaly legendy o mořské panně. Námořníky patrně zaujalo neosrstěné, masité tělo dugonga spolu se zduřelými mléčnými žlázami a vykrojeným ocasem.

### Ohrožení

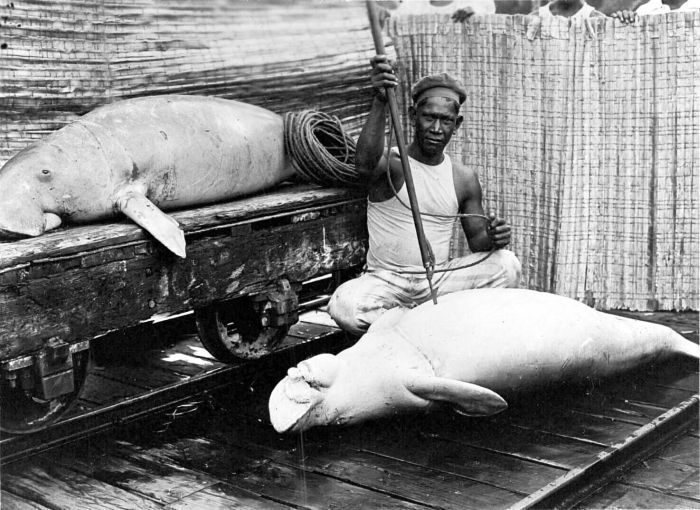
Muž se dvěma ulovenými dugongy (Sumatra), asi 1925

Mezinárodní svaz ochrany přírody hodnotí dugonga jako zranitelný taxon s klesající populací. Míra poklesu není jasná, protože o početnosti dugongů z většiny oblastí chybí historická a z velké míry i současná data. Jedinou oblastí s dlouhodobějšími daty je oblast Queenslandu mezi Brisbane a Cooktown, kde dochází ke dlouhodobému monitoringu uhynulých druhů u populárních pláží v sítích, které byly u pláži nasazeny proti žralokům. Mezi 60. a 90. lety 20. století tam byl zaznamenán asi 95 % pokles nechtěných úlovků dugongů v sítích, což podle výpočtů znamenalo populační pokles z 72 000 dugongů na cirka 4220. Pokud by se podobný pokles odehrál i ve zbývajícím areálu výskytu, dugong by byl hodnocen jako kriticky ohrožený. Vysoké počty dugongů v severní Austrálii však ukazují, že populační trend z Queenslandu se nedá jednoduše aplikovat na zbývající areál výskytu. Pokles queenslandské populace nastal následkem používání tenatových sítí, tradičního lovu, zániku přirozených pastvin kvůli extrémním výkyvům počasí (důsledek globálního oteplování), výstavby v pobřežních oblastech a znečištění ze zemědělství. Podobné typy ohrožení stojí za úbytkem nebo úplným vyhynutím místních populací dugongů od východní Afriky po jižní Pacifik. Z dalších typů ohrožení lze ještě zmínit srážky s loděmi, zánik pastvin následkem tralování při dně nebo chemické znečištění (ropné skvrny, těžké kovy).

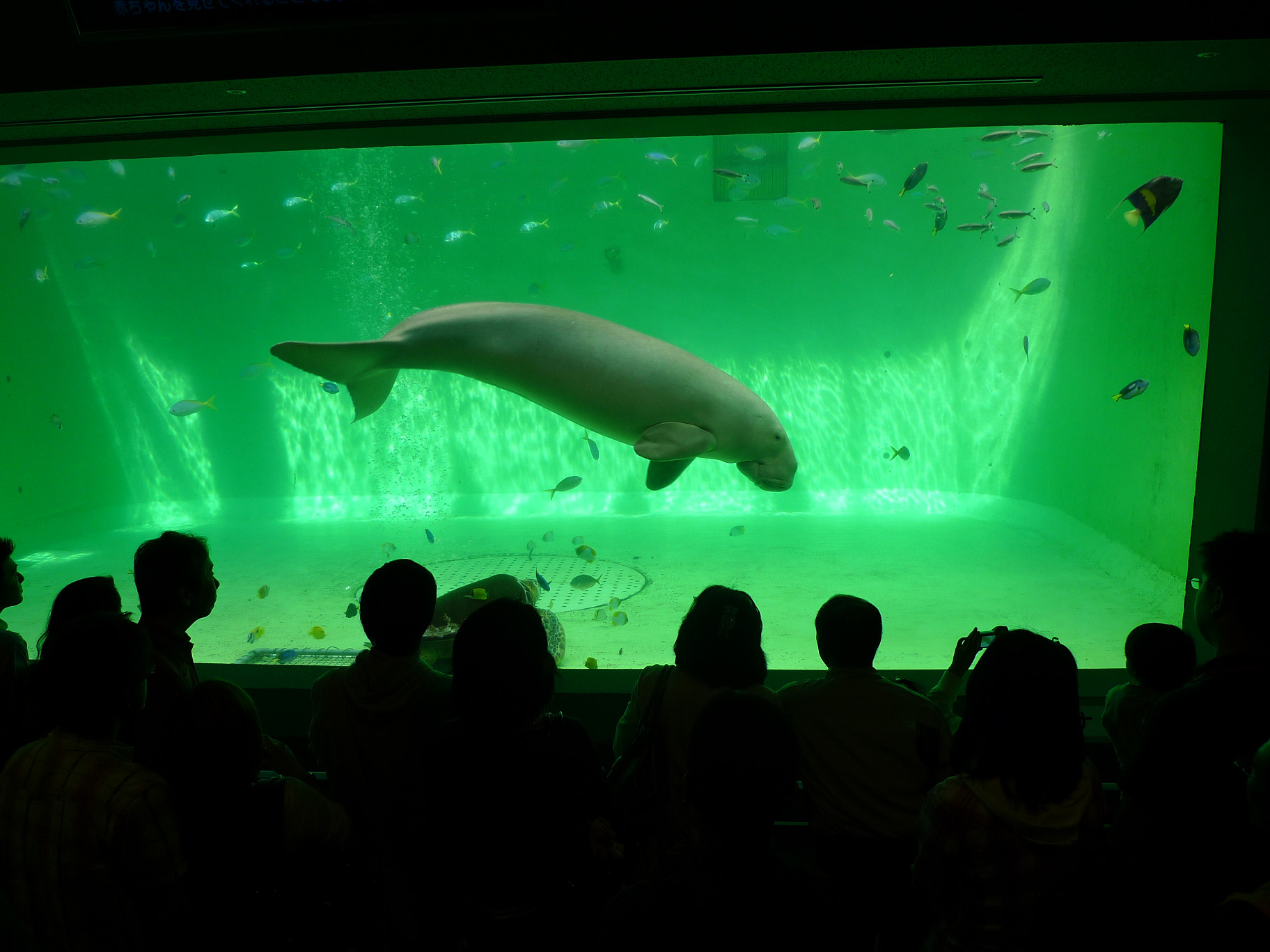
Dugong v japonském Akváriu Toba

Dugongové jsou sice chráněni ve většině zemí, avšak vynucení ochrany je často nedostatečné, takže stále dochází k jejich ilegálnímu lovu. Takřka všechny země, ve kterých se dugong vyskytuje, představují rozvojové země s limitovanými prostředky a možnostmi ochrany, která tak závisí převážně na Austrálii. Výzkum z roku 2011 ukázal, že mezi lety 1970–2009 bylo maso dugongů jedeno lidmi ve 34 zemích, což nicméně zahrnuje i případy nechtěného zabití dugonga při chytání ryb a následné spotřebování masa rybáři. K legálnímu lovu dugongů stále dochází v Austrálii, kde je lov povolen domorodým národům. Lov je Austrálcům umožněn díky Zákonu o vlastnickém nároku původních obyvatel z roku 1993 (Native Title Act 1993). V oblasti Toressova průlivu je lov zakotven i ve Smlouvě o Toressově průlivu (The Torres Strait Treaty). Lov je prováděn z malých motorových hliníkových lodí s pomocí harpun, v případě dostupnosti a povolení i puškami. Dugong indický je chráněn v rámci CITES, přesto se lze v Indonésii poměrně běžně setkat s výrobky z dugonga.

### Chov
Dugongové se chovají v zajetí pouze výjimečně. K prvním pokusům o chov došlo k roce 1959 a při těchto raných pokusech o chov dugongů jich pouze několik přežilo v zajetí déle než 12 měsíců. Klíčový problém chovu dugongů je zajištění dostatečného množství mořských trav pro jejich obživu. Mořské trávy totiž nelze reálně v potřebném množství pěstovat a získávají se tak z přirozeného prostředí, což s sebou nese výrazné finanční náklady. K roku 2024 byli v zajetí držení pouze 3 dugongové; po jednom dugongu měly instituce v Japonsku (Akvárium Toba), Austrálii (Sea Life Sydney Aquarium) a Spojených arabských emirátech (Sea World Abú Zabí).